# Koo Kyo-hwan
Koo Kyo-hwan (kor. 구교환, ur. 14 grudnia 1982) – południowokoreański aktor i reżyser znany z roli w filmach Jane (2017), Zombie express 2: Półwysep (2020) i Ucieczka z Mogadiszu (2021). Zdobył także uznanie za rolę w oryginalnym serialu Netflix „D.P.” (2021).

## Filmografia

### Filmy
| Rok  | Tytuł                       | Rola                | Notatka          | Źródła |
| ---- | --------------------------- | ------------------- | ---------------- | ------ |
| 2009 | Castaway on the Moon        | utilities man No. 1 |                  |        |
| 2012 | Neuk-dae-so-nyeon           | pijany mężczyzna    |                  |        |
| 2014 | Romance in Seoul            | Gi-cheol/Gyo-hwan   |                  |        |
| 2015 | Now Playing                 | Goo Gyo-hwan        |                  |        |
| 2016 | Woori sonja beseuteu        | Gyo-hwan            |                  |        |
| 2017 | Jane                        | Jane                |                  | .      |
| 2018 | Maggie                      | Lee Sung-won        |                  |        |
| 2020 | Zombie express 2: Półwysep  | Kapitan Seo         |                  |        |
| 2021 | Ucieczka z Mogadiszu        | Tae Joon-gi         |                  | [ 4 ]  |
| 2021 | Kingdom: Ashin of the North | Ai Da Gan           |                  | [ 5 ]  |
| 2022 | A Glimpse at Lee Hyo-ri     | najstarszy brat     | TVING Short Film | [ 6 ]  |
| 2023 | Kill Boksoon                | Han Hee-seong       | film Netflix     | [ 7 ]  |

### Seriale
| Rok          | Tytuł                    | Rola          | Notatka                  | Źródła      |
| ------------ | ------------------------ | ------------- | ------------------------ | ----------- |
| 2016         | Dance From Afar          | Sin Pa-rang   |                          |             |
| 2021–obecnie | D.P.                     | Han Ho-yeol   | serial Netflix           | [ 8 ] [ 9 ] |
| 2022         | Niezwykła prawniczka Woo | Bang Gu-ppong | występ gościnny (odc. 9) | [ 10 ]      |
| 2022         | Monstrous                | Jeong Ki-hoon |                          | [ 11 ]      |

### Jako reżyser
- Turtles (film krótkometrażowy, 2011)
- Where is My DVD? (film krótkometrażowy, 2013)
- Welcome to My Home (film krótkometrażowy, 2013)
- Love Docu (film krótkometrażowy, 2014)
- After School (film krótkometrażowy, 2015)
- Fly to the Sky (film krótkometrażowy, 2015)
- Now Playing (2015) – również scenarzysta, producent, montażysta, twórca scenariusza[12]
- Girls on Top (film krótkometrażowy, 2017)

### As screenwriter
- Maggie (2018) - również montażysta